# Saint-Sébastien-sur-Loire

Localització de Saint-Sébastien-sur-Loire

Saint-Sébastien-sur-Loire és un municipi francès, situat al departament del Loira Atlàntic i a la regió del País del Loira. L'any 2006 tenia 24.508 habitants. Limita amb els Nantes, Basse-Goulaine i Vertou.

## Demografia
| 1962                                       | 1968   | 1975   | 1982   | 1990   | 1999   | 2006   | 2011   |
| ------------------------------------------ | ------ | ------ | ------ | ------ | ------ | ------ | ------ |
| 11.830                                     | 14.159 | 17.326 | 17.805 | 22.202 | 25.223 | 24.508 | 25.293 |
| Des de 1962: població sense dobles comptes |        |        |        |        |        |        |        |

## Administració
| Període     | Identitat           | Partit | Qualitat                                                 |
| ----------- | ------------------- | ------ | -------------------------------------------------------- |
| 1790 - 1791 | François de Lyrot   | -      | -                                                        |
| 1791 - 1792 | Sébastien Corgnet   | -      | -                                                        |
| 1792 - 1800 | Guillaume Perraud   | -      | -                                                        |
| 1800 - 1803 | Nicolas Viaud       | -      | -                                                        |
| 1803 - 1825 | Herbert Pradeland   | -      | -                                                        |
| 1825 - 1828 | Henri Gullman       | -      | -                                                        |
| 1828 - 1831 | André Trouchy       | -      | -                                                        |
| 1831 - 1859 | Fleurus Petitpierre | -      | -                                                        |
| 1859 - 1865 | Pierre Pouré        | -      | -                                                        |
| 1865 - 1871 | Louis Mérot         | -      | -                                                        |
| 1871 - 1874 | Henri Cafin-Ménard  | -      | -                                                        |
| 1874 - 1888 | Louis Mérot         | -      | -                                                        |
| 1888 - 1912 | Henri Mérot         | -      | -                                                        |
| 1912 - 1938 | Armand Duez         | AD     | Diputat de Loire-Inférieure, 3e circumscripció de Nantes |
| 1938 - 1945 | Francis Charron     | -      | -                                                        |
| 1945 - 1947 | Aimée Verbe         | -      | -                                                        |
| 1947 - 1953 | Constant Piveteau   | -      | -                                                        |
| 1953 - 1983 | Marcellin Verbe     | DVG    | Conseller general (cantó de Nantes-10)                   |
| 1983 - 1991 | Yves Laurent        | PS     | Conseller general (cantó de Nantes-10)                   |
| 1991 - 1995 | Martine Laurent     | PS     | Conseller general (cantó de Nantes-10)                   |
| 1995 -      | Joël Guerriau       | DVD    | Conseller general (cantó de Nantes-10)                   |

## Galeria d'imatges

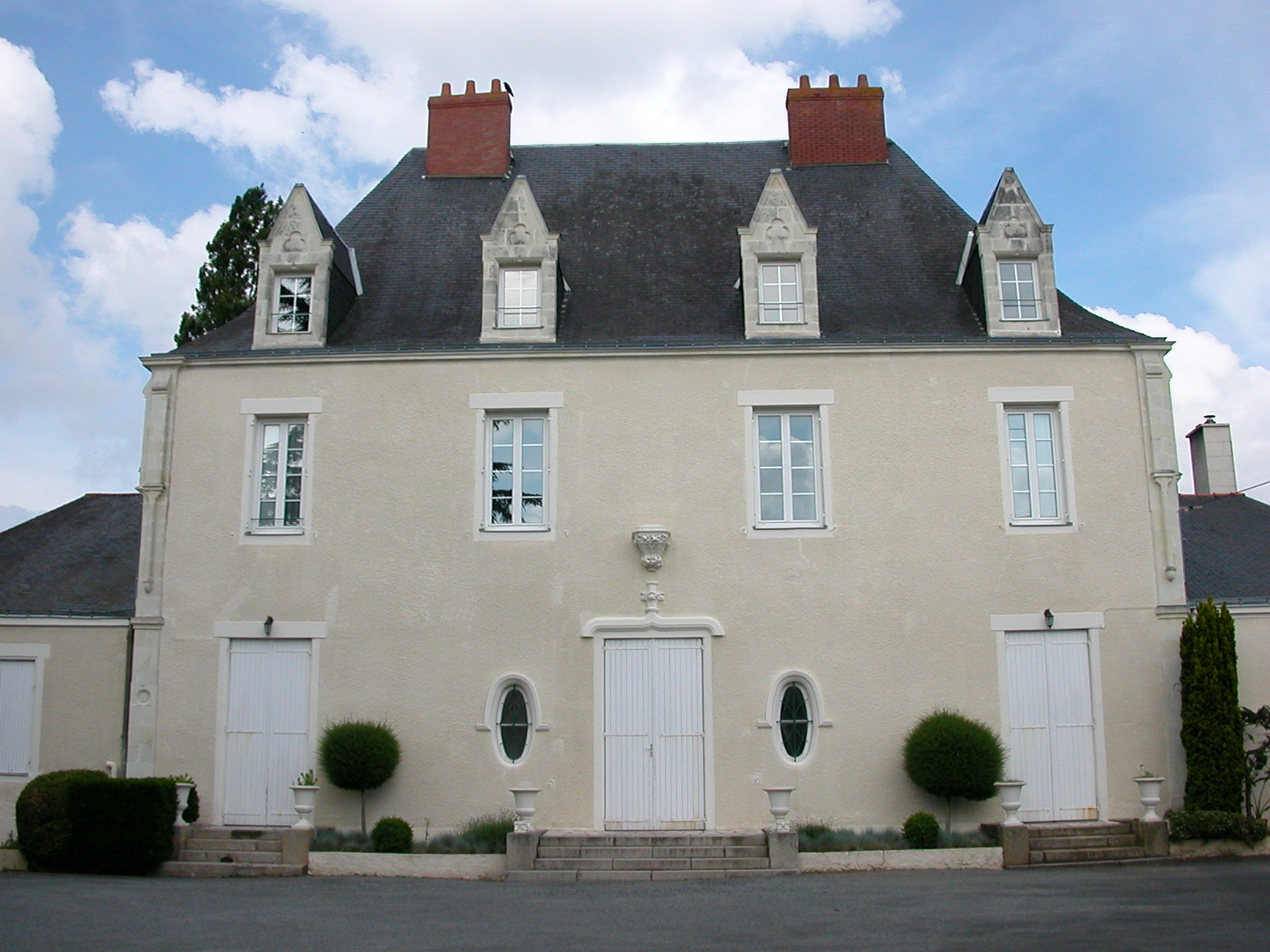
Grand Jaunaie
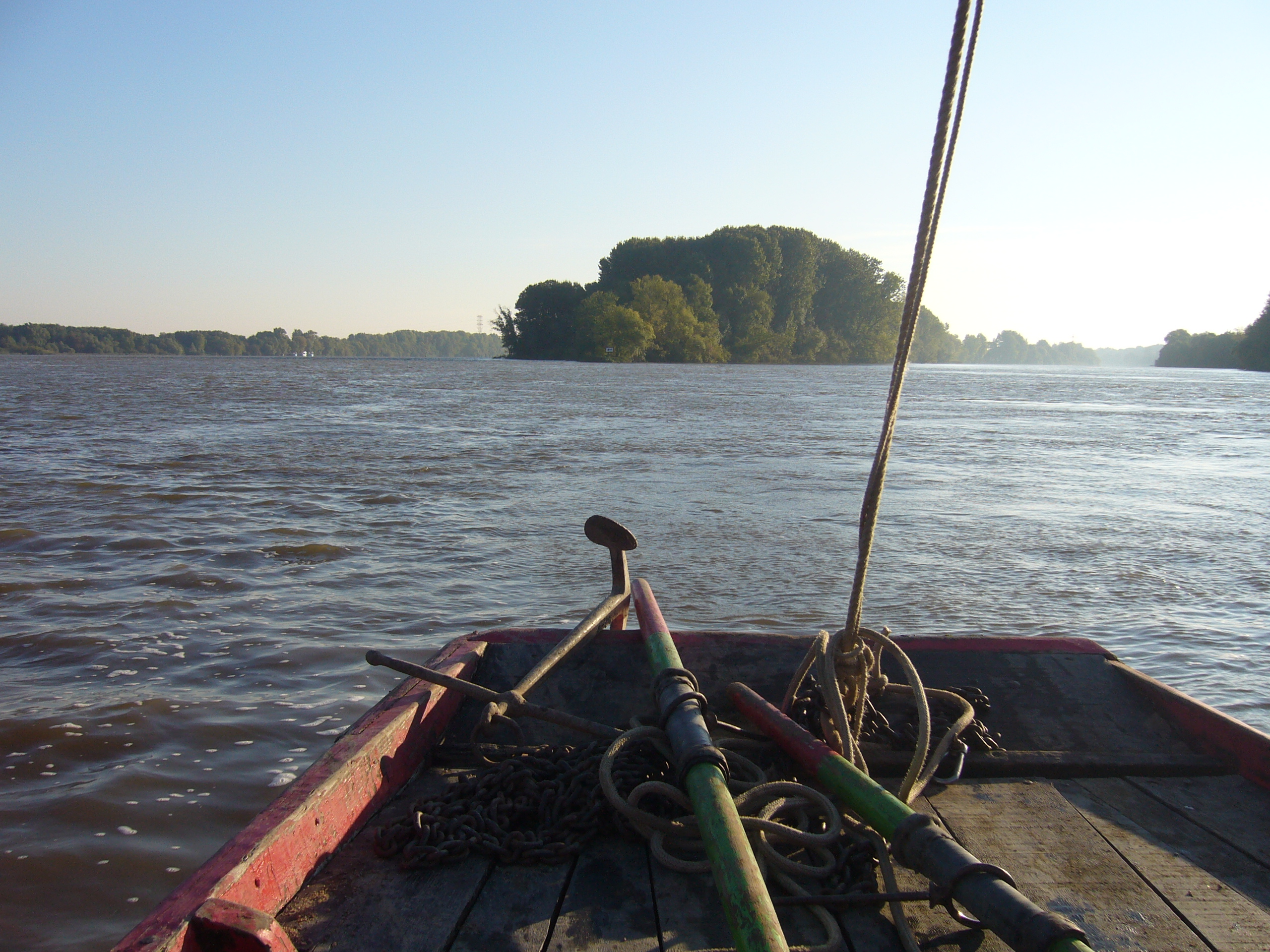
Illa d'Héron
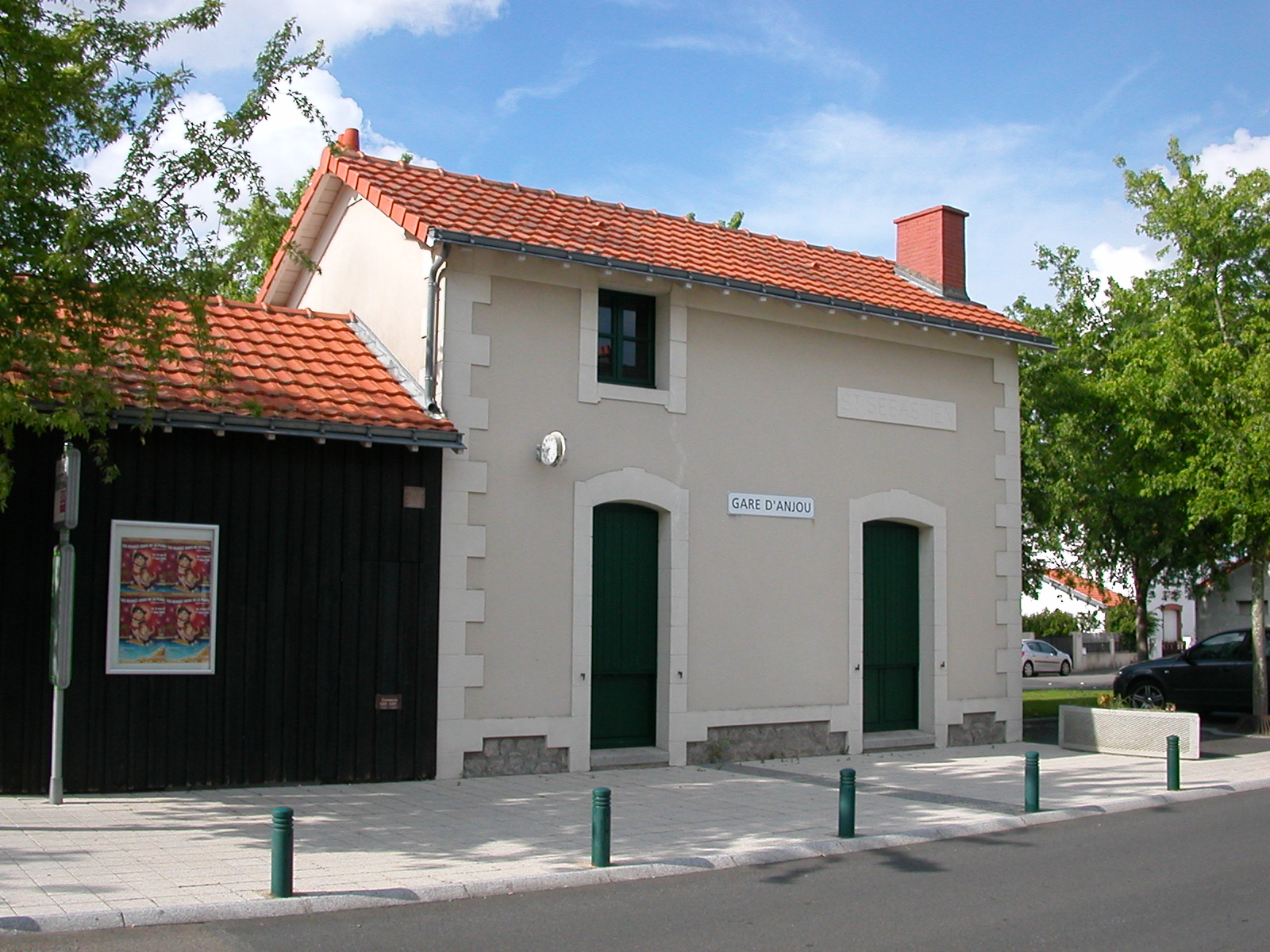
Estació d'Anjou